# مدینه الحضر
مدینه الحضر (به عربی: مدينة الحضر) یک منطقهٔ مسکونی در عراق است که در استان نینوا واقع شده‌است.